# André Aurengo
André Aurengo, né le 4 avril 1949 à Neuilly-sur-Seine (département de la Seine à l'époque) et mort le 6 mai 2024 à Plouha (Côtes-d'Armor), est un médecin hospitalier universitaire français. Chef du service de médecine nucléaire du groupe hospitalier de la Pitié-Salpêtrière (Paris), il enseigne par ailleurs la biophysique à l'université Pierre-et-Marie-Curie. Il est élu le 22 février 2005 à l’Académie nationale de médecine et le 7 décembre 2016 à l'Académie des technologies.

## Formation
- Ingénieur de l’École polytechnique (X67[4])
- Ancien interne des Hôpitaux de Paris (IHP 76[5])
- Docteur ès Sciences Physiques (1979)[6]
- Docteur en médecine
- Professeur agrégé de biophysique
- Docteur d’État ès sciences (1989)[7]

## Responsabilités
André Aurengo est spécialiste en imagerie médicale, en pathologie thyroïdienne, et des dangers et risques pour l’organisme des rayonnements ionisants.
Le service de médecine nucléaire qu’il dirige à la Pitié-Salpêtrière est spécialisé en pathologie thyroïdienne, et suit une des plus grandes cohortes européennes de patients atteints de cancer thyroïdien. André Aurengo a notamment hébergé chez lui et soigné dans son service des enfants ukrainiens irradiés, victimes de l’accident de Tchernobyl. 
André Aurengo est président du Conseil supérieur d’hygiène publique de France (CSHPF). 
Il a été  membre du conseil d’administration d’EDF (représentant l’État français). Il a participé à titre bénévole au conseil scientifique de Bouygues Telecom et de l’Association française des opérateurs mobiles (Afom).
De 2005 à 2007, André Aurengo est président de la Société française de radioprotection (SFRP).
André Aurengo a été membre du Comité d'indemnisation des victimes d'essais nucléaires .
Enseignant, André Aurengo fut également plusieurs années responsable de la première année de médecine au CHU Pitié-Salpêtrière. À ce titre, il eut l'occasion de retrouver l'idée de la méthode d'affectation des étudiants connue par ailleurs sous le nom de « algorithme de mariages stables » proposé par David_Gale et Lloyd Shapley, et le programme qu'il a imaginé s'est répandu dans l'administration de nombreuses facultés de Médecine. Cela est détaillé à l'article algorithme d'affectation de candidats après concours multiples.

## Controverses
André Aurengo a participé à des recherches et rapports ministériels sur : les conséquences de la catastrophe de Tchernobyl en France, les dangers et les risques des techniques d’imagerie médicale (échographie, IRM, TEP...), les dangers et risques de la téléphonie mobile. Ses prises de positions sur ces sujets scientifiques et techniques sont attaquées par certaines associations. Ainsi l’Acro se désolidarise de ses conclusions sur les conséquences de la catastrophe de Tchernobyl en France. 
André Aurengo a été membre du conseil scientifique de Bouygues Telecom et administrateur d'EDF, ce qui lui vaut d'être accusé de manquer d'indépendance sur les sujets du risque sanitaire des champs électromagnétiques des lignes à haute tension et des antennes-relais de téléphonie mobile. En effet, Le Parisien en mars 2008 puis Le Canard enchaîné en mars 2009 ont dénoncé le fait qu'Aurengo avait une « double casquette ». Le docteur Le Ruz, du Criirem, estime que la situation d'André Aurengo constitue un conflit d'intérêts.
L'intéressé nie ces accusations, « dans la mesure où il a déclaré cette situation ». Il ajoute : « EDF a souhaité faire appel à un médecin qui avait des connaissances précises sur le sujet. C'est mon cas. Je ne vois pas où est le problème. » Il accuse en retour les experts indépendants de « conflits d'intérêts idéologiques ».
André Aurengo est membre du comité de parrainage et conseil scientifique de l'Association française pour l'information scientifique (AFIS) et de sa revue Science et pseudo-sciences.

## Ouvrages
- Maurice Tubiana, André Aurengo, Dietrich Averbeck, Académie des sciences (France), Académie nationale de médecine (France), et al, La relation dose-effet et l'estimation des effets cancérogènes des faibles doses de rayonnements ionisants, 2005
- Biophysique, avec Thierry Petitclerc et al., ouvrage de référence pour le premier cycle des études médicales, (4 éditions), Flammarion, 1983-2013

## Ressources audiovisuelles
- Principe de précaution et crises sanitaires virtuelles Enregistrement de l’intervention d’André Aurengo lors du colloque international consacré au principe de précaution organisé par l’Académie royale de Belgique, en septembre 2010.

- [vidéo] « Conférence d'André Aurengo sur la légitimité de l'information scientifique dans la guerre de l'information, Enregistrement vidéo de l’intervention d’André Aurengo lors du 44e séminaire de recherche à l’École de Guerre Économique dans le cadre du 3e cycle en “stratégie et intelligence économique“ », 24 octobre 2011

- [vidéo] « Conférence Afis IdF AgroParisTech Nucléaire : enjeux & débats - Enregistrement vidéo de l’intervention d’André Aurengo lors de la 4e rencontre Afis Groupe Paris Île-de-France/AgroParisTech. », 19 juin 2012
- Émission "Zone Interdite" du 3 décembre 1995